# Герои не умирают (фильм)
«Герои не умирают» (англ. A Hero Never Dies, кит. 真心英雄, иер. трад. Chan sam ying hung) — криминальная драма в стиле «героическое кровопролитие» с Лау Чинванем и Леон Лаем в главных ролях, снятая гонконгским режиссёром Джонни То в 1998 году.

## Сюжет
Мартин и Джек — наёмные убийцы двух противоборствующих организаций. Их отношения преисполнены взаимного уважения, но на поле боя убийцы беспощадны друг к другу. Во время одной из перестрелок Джек и Мартин тяжело ранят друг друга — Мартин теряет ноги, а Джек долгое время лежит в коме. Вернувшись в Гонконг, наёмники узнают, что их боссы — мистер Ям и мистер Фон — заключили соглашение и позабыли о своих верных людях. Мартин и Джек объединяются, чтобы отомстить тем, кому они когда-то были безответно преданны.

## Актёры
- Лау Чинвань — Мартин
- Леон Лай — Джек
- Фиона Люн — Фиона, девушка Мартина
- Йойо Мун — Йойо, девушка Джека
- Ям Сай Кун — мистер Ям
- Фон Пин — мистер Фон

## Реакция
Картина была номинирована на премию Hong Kong Film Award в категориях «лучшая женская роль» (Фиона Люн) и «лучший дизайн костюмов и грима» (Брюс Ю и Стивен Цанг). Постановщик ленты, Джонни То, был отмечен на первой церемонии кинофестиваля Far East Film Festival в Удине и награждён обществом Hong Kong Film Critics Society за лучшую режиссуру.
Критик журнала Variety Дерек Элли написал о «Герои не умирают»: «в неистовом современном вестерне о двух убийцах, преданных бывшими нанимателями, Джонни То увлекательно эксгумирует тени двух Серджо, Леоне и Корбуччи». Рецензент газеты Chicago Reader Тед Шэн в ретроспективном обзоре описал фильм как «кровавую и абсурдно экстремальную драму о мужской дружбе и гангстерской мести».